# 李涛 (1970年)
李涛（1970年5月—），男，汉族，河南邓州人，郑州大学微电子技术专业，大学学历，1996年5月加入中国共产党，1993年7月参加工作。

## 生平
历任河南省人民政府办公厅综合处干部、科员，副主任科员，副处级秘书、副处长、调研员；河南省工业和信息化厅办公室主任，副巡视员，河南省工业和信息化委员会副主任。
2018年2月至2020年1月，任河南省人民政府副秘书长、办公厅党组成员。
2018年11月，接替与之同名的前任领导，任河南省人民政府国有资产监督管理委员会党委副书记（2021年任党委书记）、主任。期间，2020年12月至2023年2月，兼任河南能源化工集团有限公司党委书记。
2025年4月，河南省第十四届人民代表大会常务委员会第十五次会议决定任命其为河南省人民政府副省长，晋升为省部级领导干部。
是中共二十大代表，中共十一届河南省委委员。